# BK Energia Ivanovo
Basketbolnyj kloeb Energia Ivanovo (Russisch: Баскетбольный клуб Энергия Иваново), is een damesbasketbalteam uit Ivanovo, Rusland.

## Geschiedenis
Het team van Ivanova maakte haar debuut in het damesbasketbalkampioenschap van Rusland in het seizoen 1994/95, genaamd Izabena (afkorting voor de Ivanovo Soft Drinks Plant), en behaalde de 12e plaats in de hoogste klasse. Van 1996 tot 2000 speelde het team, vanwege de moeilijke financiële situatie, niet in het professionele kampioenschap, maar speelde in plaats daarvan in het Russische studentenbasketbalkampioenschap voor de Ivanovo Staats Energia Universiteit. Sindsdien is de naam "Energia" eraan toegevoegd, die hij sinds 2002 officieel draagt. In 2011 won de club het Landskampioenschap van Rusland (divisie B). Sinds het seizoen 2017/18 is de club een opleidingsteam van Dinamo Moskou en gaat de club als Dinamo-Energia Ivanovo verder. Met de steun van de regering van de oblast Ivanovo en door het besluit van het uitvoerend comité van de RFB, ging Energia in het seizoen 2020/21 opnieuw spelen als een onafhankelijke club in de Russische superliga B van het Russische basketbalkampioenschap.

## Erelijst
- Landskampioen Rusland: 1 (divisie B)
  - Winnaar: 2011
  - Tweede: 2010, 2025

- Landskampioen Rusland: 1 (divisie C)
  - Winnaar: 2005

## Bekende (oud)-spelers
- Anastasia Anderson
- Jelena Beglova
- Alla Gavrilitsa
- Valentina Lesjtsjeva
- Joelia Loekina
- Viktoria Medvedeva
- Maria Savina
- Elen Sjakirova
- Ljoebov Smorodina
- Jelena Vorozjtsova

## Bekende (oud)-coaches
- Jevgeni Snigirev(2001-2012, 2022-2023)
- Aljaksandr Kroetikov(2012-2013)
- Andrej Doloptsji(2013-2016)
- Igor Sidorkin(2016-2017, 2017-2018, 2018-2020)
- Vadim Ivanov(2017-2018)
- Jelena Vorozjtsova(2020-2022, 2023-2024)
- Artem Zavadski(2024-heden)